# Вале (департамент)
Вижте пояснителната страница за други значения на Вале.
Вале (на испански: Valle) е един от 18-те департамента на централноамериканската държава Хондурас. Населението е 178 561 жители (приб. оц. 2015 г.), а общата площ 1565 км².

## Общини
В департаментът има 9 общини, някои от тях са:
1. Алианса
2. Амапала
3. Арамецина
4. Каридад
5. Сан Лоренсо